# Adam (Marokkaanse film, 2019)
Adam is een Marokkaanse dramafilm uit 2019, geregisseerd door Maryam Touzani. 

## Verhaal
De film gaat over een alleenstaande zwangere vrouw die onderdak zoekt om te bevallen. Het verhaal is geïnspireerd op een jeugdervaring van Touzani, die als jong meisje meemaakte dat haar ouders onderdak gaven aan een hoogzwangere vrouw om bij hen thuis te bevallen. De film ging in première tijdens het filmfestival van Cannes 2019.

## Spelers
- Lubna Azabal als Abla
- Nissrine Erradi als Samia
- Douae Belkhaouda als Warda
- Aziz Hattab als Slimani
- Hasnaa Tamtaoui als Rkia